# ノーベル工業
ノーベル工業株式会社（ノーベルこうぎょう）は、東京都品川区に所在する製造会社である。

## 会社概要
法人登記簿によれば、事業内容は以下の通りである。
1. 石油気化瓦斯灯の製造、販売
2. 精密機械器具の製造、販売
3. 保安及び警備用器具の製造、販売
4. 前各号に附帯する一切の業務

一般には日本の警察や自衛隊の警務隊、警備会社などで使用されている特殊警棒で大きなシェアを持つメーカーとして知られている。